# خايمي نيلسن (دراج)
خايمي نيلسن (بالإنجليزية: Jaime Nielsen )‏ (و. 1985  م) هي دراجة، ومجدفة نيوزيلندية، ولدت في هاملتون، شاركت في ركوب الدراجات في الألعاب الأولمبية الصيفية 2012 – فريق سيدات مطاردة ‏، ودورة ألعاب الكومنولث 2010، وركوب الدراجات في الألعاب الأولمبية الصيفية 2016، وركوب الدراجات في الألعاب الأولمبية الصيفية 2016 – سيدات سباق المطاردة الفرقية ‏، ودورة ألعاب الكومنولث 2014.

## سباقات أو مراحل فاز بها
| التاريخ        | السباق                                                  | المركز                  |
| -------------- | ------------------------------------------------------- | ----------------------- |
| 07 يناير 2011  | سباق الدراجات ضد الساعة للسيدات في بطولة نيوزيلندا 2011 | المركز الثاني           |
| 06 يناير 2012  | سباق الدراجات ضد الساعة للسيدات في بطولة نيوزيلندا 2012 | المركز الثاني           |
| 11 يناير 2013  | سباق الدراجات ضد الساعة للسيدات في بطولة نيوزيلندا 2013 | المركز الثاني           |
| 10 يناير 2014  | سباق الدراجات ضد الساعة للسيدات في بطولة نيوزيلندا 2014 | الفائز في التصنيف العام |
| 09 يناير 2015  | سباق الدراجات ضد الساعة للسيدات في بطولة نيوزيلندا 2015 | الفائز في التصنيف العام |
| 12 يونيو 2015  | 2015 Ljubljana-Domžale-Ljubljana TT                     | المركز الثالث           |
| 13 سبتمبر 2015 | 2015 Chrono Champenois–Trophée Européen                 | التاسع في التصنيف العام |
| 08 يناير 2016  | سباق الدراجات ضد الساعة للسيدات في بطولة نيوزيلندا 2016 | المركز الثاني           |
| 06 يناير 2017  | سباق الدراجات ضد الساعة للسيدات في بطولة نيوزيلندا 2017 | الفائز في التصنيف العام |
| 12 فبراير 2021 | سباق الطريق ضد الساعة للسيدات في بطولة نيوزيلندا 2021   | المركز الثاني           |

## روابط خارجية
- خايمي نيلسن على موقع الاتحاد الدولي للدراجات (الإنجليزية)
- خايمي نيلسن على موقع أرشيف الدراجات (الإنجليزية)
- خايمي نيلسن على موقع إحصائيات الدراجات الإحترافية (الإنجليزية)
- خايمي نيلسن على موقع نسبة الدراجات (الإنجليزية)
- خايمي نيلسن على موقع الاتحاد الدولي للتجديف (الإنجليزية)
- خايمي نيلسن على موقع اللجنة الأولمبية الدولية (الإنجليزية)
- خايمي نيلسن على موقع أوليمبيديا (الإنجليزية)
- خايمي نيلسن على موقع اللجنة الأولمبية النيوزيلندية (الإنجليزية)
- خايمي نيلسن على موقع اتحاد ألعاب الكومنولث (مؤرشف) (الإنجليزية)